# Huub Kerstens
Hubertus Leonardus Maria (Huub) Kerstens (Den Haag, 7 juni 1947 - Amsterdam, 24 februari 1999) was een Nederlands (koor)dirigent en componist. Hij was promotor van moderne klassieke muziek, meest koorwerken.
Hij kreeg zijn opleiding aan het Haags Conservatorium. Hij studeerde er orgel, kerkmuziek, koordirectie, piano en hoorn. Hij studeerde tevens in de functie van assistent-dirigent bij Michel Tabachnik (internationale dirigentencursus), al eerder (1967) had hij lessen van Kurt Thomas, die in die jaren zomercursussen gaf in Den Haag. In 1977 was hij gediplomeerd koordirigent met een praktijkdiploma kerkmuziek op zak. Hij was in dat jaar gastdirigent bij het Limburgs Symfonie Orkest, terwijl hij al voor het Nederlands Blazers Ensemble, Radio Blazersensemble, het Gewestelijk Orkest, Nederlands Vocaal Ensemble en Nederlands Kamerkoor had gestaan.
Hij was vanaf de jaren zeventig van de 20e eeuw dirigent van koren De Haagse Madrigalisten, Koor Nieuwe Muziek (door hemzelf opgericht), Gaudeamus Ensemble, Nederlands Kamerkoor en Groot Omroepkoor. Hij stond daarbij ook wel voor alle vier de koren tegelijk, als een werk daar behoefte aan had of wanneer het Amsterdams Philharmonisch Orkest daar behoefte aan had. Componisten die hij liefhad waren Anton Webern, Gustav Mahler, Morton Feldman, Jan Boerman en Jan van Gilse, maar hij wendde zich ook niet af van bijvoorbeeld de  Matthäus-Passion van Johann Sebastian Bach (meezingversie). Voorts was hij dirigent van het Xenakis Ensemble, vernoemd naar Iannis Xenakis.
Hij schreef vanaf 1982 circa zestig werken waaronder theaterstukken De overwinning op de zon (libretto: Chaim Levano) en De stille weg (tekst: Herman Gorter). Een uitvoering van de opera Creon vond in 2001 postuum plaats.
Bij een van de repetities van het Koor van het Nederlands Danstheater (Het Nederlands Theaterkoor) in de Posthoornkerk kwam hij niet opdagen; hij bleek op zijn woonboot Commandant te zijn gevallen en overleed op 51-jarige leeftijd.
Hij was zoon van Godefridus Hubertus Maria Kerstens en Lucie Hendrika Wüts. Hij was tussen 1969 en 1979 getrouwd met zangeres Lucia Meeuwsen (Lucia Kerstens), die hij vermoedelijk op het conservatorium had leren kennen.
- Bibsys: 5068181
- Biblioteca Nacional de España: XX983490
- Bibliothèque nationale de France: cb139312801 (data)
- Gemeinsame Normdatei: 134689593
- International Standard Name Identifier: 0000 0000 7729 9216
- Library of Congress Control Number: n79134337
- MusicBrainz: 8d56e44a-b050-416d-893a-24db72c0cb84
- Nationale Bibliotheek van Israël: 987007342776705171
- Virtual International Authority File: 35741210
- WorldCat: E39PBJwMGJKRHDFjXPYV4bymVC